# Curt Adam
Curt Adam (Berlino, 1875 – Berlino, 1941) è stato un oculista tedesco.
Direttore del Kaiser-Friedrich-Haus, si occupò di vari problemi oculistici.
In particolare scoprì un metodo di cura per l'ectropion.